# Matteo Saggese
Matteo Saggese (Salerno, 20 febbraio 1960) è un compositore e pianista italiano.

## Biografia
Nativo di Salerno, vive a Londra dal 1987.
Ha scritto numerose canzoni (Diamante, Di sole e d'azzurro, Ti penso e cambia il mondo, Dark Waltz, I Believe in You), da solo o in collaborazione, per artisti italiani e stranieri, quali Il Divo, Céline Dion, Giorgia, Zucchero Fornaciari, Mina, Adriano Celentano, Heather Parisi, Phil Manzanera, Jackie Evancko, Russel Watson, Jennifer Rush, Nina Hagen, Syria, Biagio Antonacci, Peter Grant, Hayley Westenra, Omar Lye-Fook, Apollo 440, Til Finn, Renato Zero, Gianna Nannini, Alan Sorrenti.
Ha coprodotto insieme a Chris Porter l'album Passione di Alfie Boe e ha collaborato come tastierista all'album Sotto 'o sole di Pino Daniele e a Duet di Zucchero. Ha prodotto e arrangiato e coscritto l'album Radici di Alan Sorrenti. Ha suonato nella band di Zucchero dal 2004 al 2006.
Nel 2009 insieme a Diego Calvetti, Marco Ciappelli e Giuliano Rassu ha scritto la canzone finalista della 3ª edizione X Factor Ruvido, aggiudicandosi la 2ª posizione.
Nel 2015 ha formato con Joe Cang la band Loco Ironico con cui ha registrato due album: Carpe afternoon (2016) e Mambo Gumbo (2018) e un EP di covers.
È l'ideatore e direttore artistico del Festival Alburni in musica (AIM) e del progetto Musicaccanto 2020-2023
Nel 2019 ha scritto il singolo La vetrina con Phil Palmer e Renato Zero, prodotto da Trevor Horn, che promuoveva il nuovo album Zero il folle, ed il brano Figli tuoi.
Nel 2024 ha scritto con Phil Palmer e Gianna Nannini il singolo Silenzio, colonna sonora del film ispirato alla vita di Gianna.